# Bentley Continental R
Bentley Continental R — розкішне купе британської компанії Bentley, що виготовлялось з 1991 по 2003 роки. Це був
перший Bentley, що не має двійника з компанії Rolls-Royce після моделі S3 Continental в 1965 році, перший що використовуває коробку передач GM 4L80-E і найшвидший, найдорожчий, і найпотужніший Bentley свого часу. Він також був найдорожчим серійним автомобілем у світі на старті. В 1995 році на його основі створено кабріолет Bentley Azure.

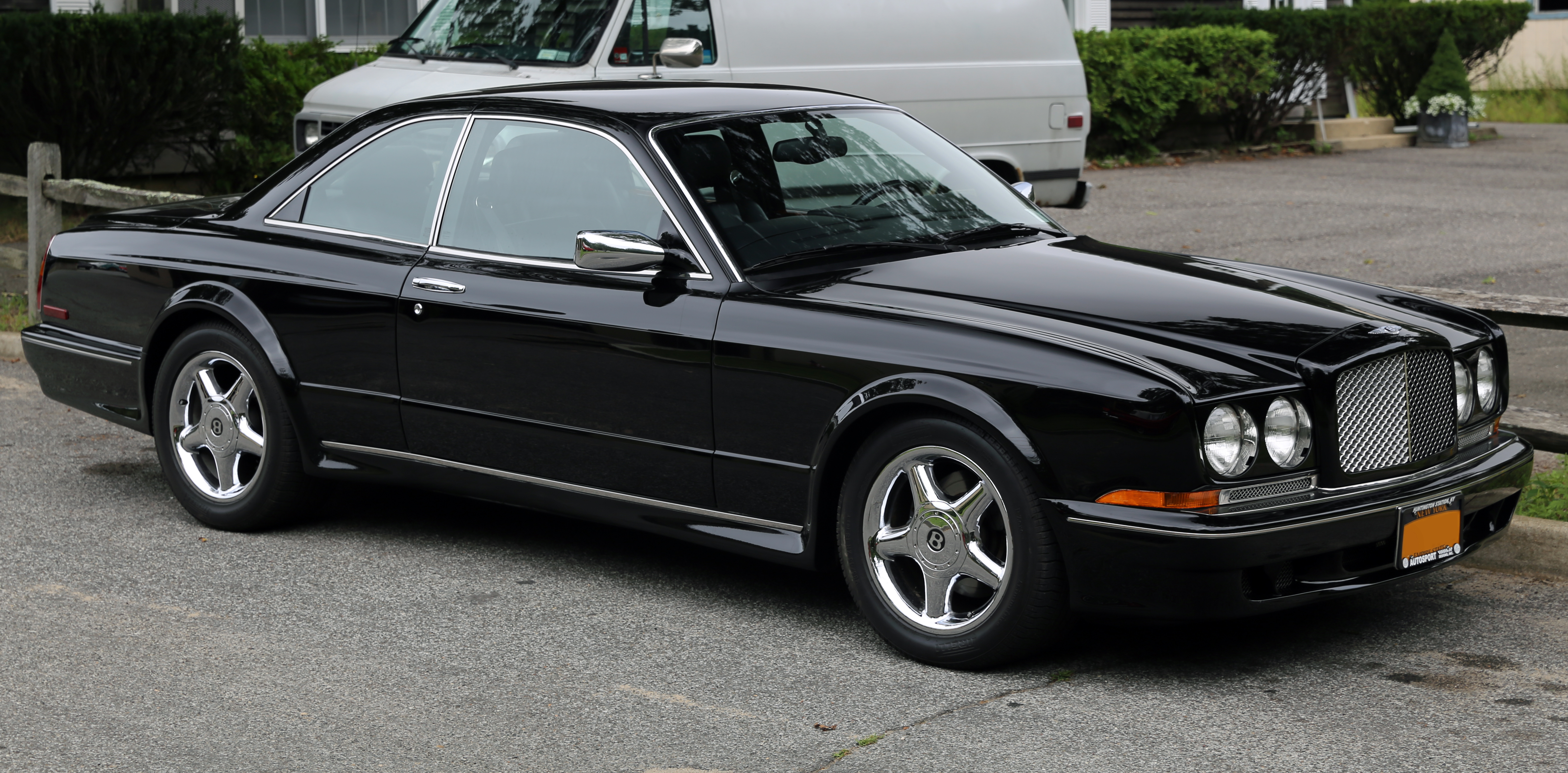
Bentley Continental T

## Виробництво
- Continental R/S: 1504
  - Continental R (1991–2002): 1236
  - Continental S (1994–1995): 37
  - Continental R California Edition (1998): 6
  - Continental R (2000) Millenium Edition: 10
  - Continental R Mulliner (1999–2003): 131
  - Continental R 420 (2000–2003): 38
  - Continental R Le Mans (2001): 46
- Continental T: 350
  - Continental T (1996 — 2002): 322
  - Continental T Mulliner (1999): 23
  - Continental T Le Mans (2001): 5
  - Continental SC (1999): 73
  - Continental SC Mulliner (1999): 6